# 透镜
本条目介绍的是光學設備，其他領域的透鏡不在此處討論。

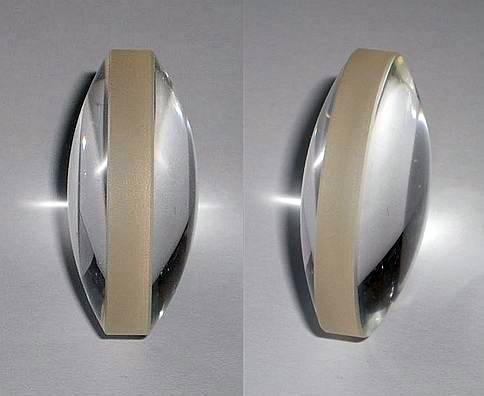
雙凸透鏡

透鏡（英語：lens）是一種通过折射將光線聚合或分散的光学設備，通常是由一片玻璃構成，但用於其他電磁輻射的類似設備通常也稱為透鏡，例如：由石蠟製成的微波透鏡，用玻璃、树脂、塑料或水晶等透明材料制成的放大镜、眼镜等，也都是透镜。
透镜有两类，中间厚边缘薄的叫凸透镜，中间薄边缘厚的叫凹透镜，比球面半径小许多的透镜叫薄透镜，薄透镜的几何中心叫透镜的鏡心。
透镜并不一定是固定形状，使用满足要求的材料来制作可以改变形状的透镜可以提高清晰度，景深，不过通过使用镜头组也能达到相同的效果，就如澳大利亚摄影师吉姆·弗雷泽（Jim Frazier）做的那样，这样做是等效的。如果你有适合形状的壳来封存洁净的可增减的水，那就能做到。

## 歷史

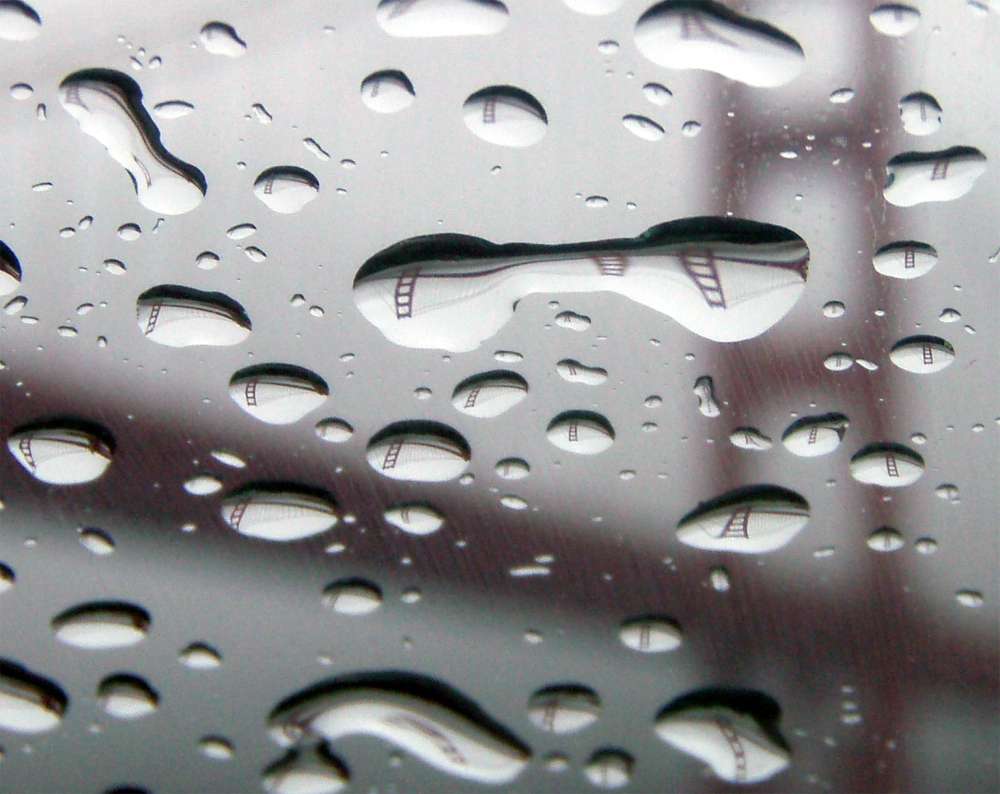
窗户上的雨滴使得金门大桥看起来变得倒立和变小了。

欧洲有關透鏡的文字記載，最早出現在古希臘，在阿里斯托芬的戲劇雲彩（紀元前424年）中就提到了燒玻璃（一種凸透鏡，可以匯聚太陽光來點火）；以《自然史》（Naturalis Historia）一書留名後世的古羅馬作家、科学家，老普林尼 (23年–79年)的文字敘述中也表示羅馬帝國知道燒玻璃，并且提及矯正透鏡第一個可能的用途：說是尼祿用於觀看格鬥比賽使用的綠寶石。（雖然可供參考的資料並不明確，但推測是改正近視的凹透鏡。）他與小普林尼和塞內卡 (前3年–65年)都描述充滿了水的玻璃球有放大的功能。阿拉伯的數學家Ibn Sahl（c.940年–c.1000年）使用現在所知的史奈爾定律計算透鏡的形狀；Ibn al-Haitham（965年–1038年）撰寫了第一篇光學的論文，描述透鏡如何在人眼睛的視網膜上成像。最古老的人工製品是在美索不達米亞的尼尼微被挖掘出來的石英透鏡，大約出現在紀元前640年。
最近在維京人的港口小鎮Fröjel，現在瑞典的哥特蘭，進行的挖掘工作，顯示在11到12世紀已經能夠製造水晶透鏡，而且檢視其品質可以與50年代的消球差透鏡相比較，維京透鏡可以聚集太陽光點燃火種。
眼鏡大約在1280年的義大利被發明，之後透鏡才被普遍的利用。尼古拉斯·庫沙則被認為是第一位將凹透鏡用於治療近視的人，時間則是1451年。
恩斯特·阿贝（1860年）提出的阿贝正弦条件，描述了透鏡或其他光學系統要能在離開光軸的區域上產生如同在光軸上一樣清晰的影像所必須要的條件。他改革了光學儀器，例如顯微鏡的設計，並且幫助創立了卡爾·蔡斯公司，不僅成為光學儀器的供應商，還主導了光學儀器的研究與發展。

## 透鏡結構

### 球面透镜和非球面透镜
球面透鏡的“球面的曲率”是恒定的，也就是透鏡前面和後面的表面都分別是球形表面的一部份。每個表面可以是凸面（從透鏡向外凸起）、凹面（凹陷進入透鏡）或是“平面”（平坦的）。透鏡前後表面的球面中心點的連線稱為透鏡的光軸，幾乎在所有的狀況下，透鏡的光軸會通過透鏡的物理學上的中心。
非球面透镜的曲率半径随着中心轴而变化，具有更佳的曲率半径，可以维持良好的像差修正。

### 凸透镜和凹透镜

1-4为凸透镜，5-8为凹透镜，其中：
1 - 对称双凸透镜，2 - 非对称双凸透镜，3 - 平凸透镜
4 - 凹凸透镜（凸度大于凹度），5 - 对称双凹透镜
6 - 非对称双凹透镜， 7 - 平凹透镜，8 - 凸凹透镜（凹度大于凸度）

透镜是依据两个光学表面的曲度來分类，双凸透镜（或是凸透镜）的两面都是突起的，换言之，一个透镜的两面都是凹陷的称为双凹透镜（凹透镜）。如果有一个表面是平坦的，这个透镜称为平凸透镜或平凹透镜，要由另一个表面的曲度来决定。透镜的一个表面凸起，另一个表面凹陷，称为凸凹透镜，新月透镜。（通常，新月透镜泛指所有形式的凸凹透镜。） 
通过透镜两个面中心的直线叫透镜的主光轴，简称主轴或光轴；透镜的中心称为光心。
如果透鏡是雙凸透鏡或平凸透鏡，一束被校準或是平行的光柱，以平行於光軸的方向前進穿過鏡身後將會透鏡後方匯聚（或是聚焦）在軸上的一個點，這個點稱為焦點，與透鏡的距離稱為焦距。在這種情況下，透鏡稱為“正透鏡”、“凸透鏡”或“匯聚透鏡”。由于凸透镜能汇聚光线，它可用于生火。另外，许多设备中装有凸透镜，来形成物体放大的像。
| Biconvex lens |

如果透鏡是雙凹透鏡或平凹透鏡，一束被校準或是平行的光柱，以平行於光軸的方向前進穿過鏡身後將會透鏡後方擴散（或是發散）。在這種情況下，透鏡稱為“負透鏡”、“凹透鏡”或“發散透鏡”。通過後發散的光線看起來像是從透鏡前方光軸上的一個點發射出去的，這個點稱為焦點，與透鏡的距離稱為焦距。與正透鏡相反，其焦距是負值。由于凹透镜能發散光线，其成像較小、視野較廣，常用于制作近視眼鏡。
| Biconcave lens |

如果透鏡是凸凹透鏡，那麼是匯聚或發散透鏡就要看這兩個曲面表面的相對曲率來決定了。如果兩者相等（新月透鏡），則通過的光柱既不匯聚也不發散。

### 製鏡者方程式

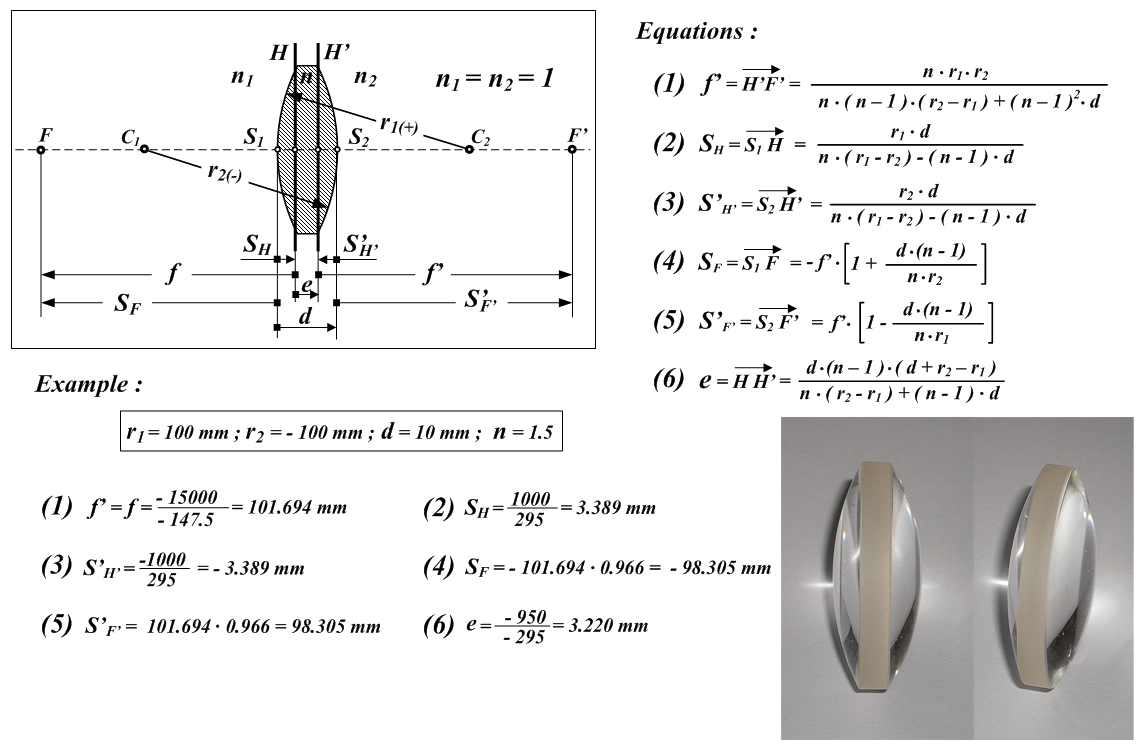
透鏡方程式

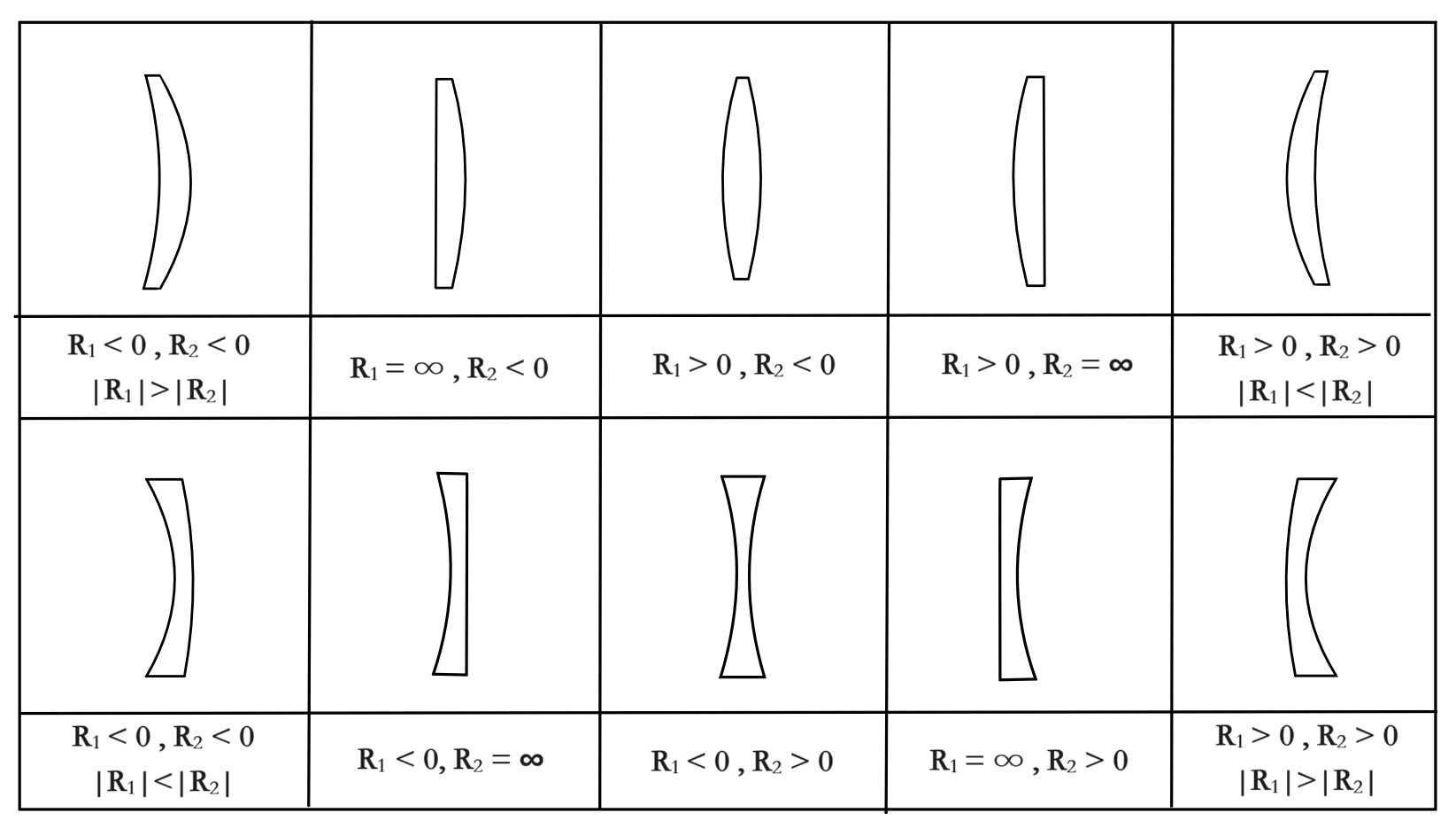
高斯约定下，各种透镜镜面的曲率半径符号约定以及相应的关系。

對任何一個特殊的透鏡，焦長可以經由製鏡者方程式（英語：Lensmaker's equation）計算而得：
{\displaystyle {\frac {1}{f}}=\left({\frac {n}{n_{m}}}-1\right)\left[{\frac {1}{R_{1}}}-{\frac {1}{R_{2}}}+{\frac {(n-1)d}{nR_{1}R_{2}}}\right],}
此處
{\displaystyle f}是透鏡的焦距。
{\displaystyle n}是透鏡材料的折射率。
{\displaystyle n_{m}}是包圍在透鏡材料四周物質的折射率。
{\displaystyle R_{1}}是透鏡靠近光源這一側表面的曲率半徑。
{\displaystyle R_{2}}是透鏡遠離這一側表面的曲率半徑。
{\displaystyle d}是透鏡的厚度（沿著光軸上，透鏡兩個面之間的距離）

#### 曲率半徑R1和R2的符號(正負值)
透鏡曲率半徑的符號是由透鏡表面是匯聚或發散來決定的，這個符號用來表示變化的方式，但是在這篇文章中，R1是正值，表示第一個面是凸面，而如果R1是負值，這個面就是凹面。但在透鏡後方的意義就相反了：如果R2是正值，這個面是凹面，而如果R2是負值，這個面是凸面。如果半徑是無限大，這表示是一個平面。

#### 薄透鏡方程式
如果厚度d與曲率半徑R1和R2比較是很小的數值，這個透鏡稱為薄透鏡，而焦長f的估計值可以下面近似的公式計算得到：
{\displaystyle {\frac {1}{f}}=\left({\frac {n}{n_{m}}}-1\right)\left[{\frac {1}{R_{1}}}-{\frac {1}{R_{2}}}\right].}
焦長f是正值，透鏡是匯聚透鏡；是負值，透鏡是發散透鏡；無限大，則是新月透鏡。焦長的倒數1/f被稱為透鏡的度數，因此新月透鏡的度數為0度，透鏡的度是以屈光度來測量，它的單位是 (m−1).
當光線由後方向前方行進時，透鏡與光線由前方射入時有相同的焦長。當光線由前方進入透鏡時，還有一些其他的特質，例如像差，則不一定會與光線由後方進入時相同。

## 成像特点
物体到透镜光心的距离称为物距，而物体经透镜所成的像到透镜光心的距离称为像距。则凸透镜与凹透镜的成像满足以下公式：{\displaystyle {\frac {1}{u}}+{\frac {1}{v}}={\frac {1}{f}}}，其中{\displaystyle u}为物距，{\displaystyle v}为像距，{\displaystyle f}为焦距。凸透镜的成像、虚物对凹透镜的成像具体规律如下表，其中若未特别说明，则凸透镜所成像均为实像，凹透镜所成像均为虚像：
| 物距（u） | 像距 （v） | 成像性质       | 凸透镜对应应用         |
| --------- | ---------- | -------------- | ---------------------- |
| u>2f      | f<v<2f     | 倒立缩小       | 照相机、人眼           |
| u=2f      | v=2f       | 倒立等大       | 等大像法测焦距、影印機 |
| f<u<2f    | v>2f       | 倒立放大       | 幻灯机、投影仪、放映机 |
| u=f       | v=∞        | 不成像         | 燈塔、探照燈           |
| u<f       | v>u        | 正立放大的虚像 | 放大镜                 |

物体所成像的移动方向总是与物体移动方向相同，而二者的相对速度则与相对大小有关。实物在镜前对凹透镜所成的像一律满足{\displaystyle v<f}，成缩小正立的虚像，近视眼镜便是用到此原理。

## 光心

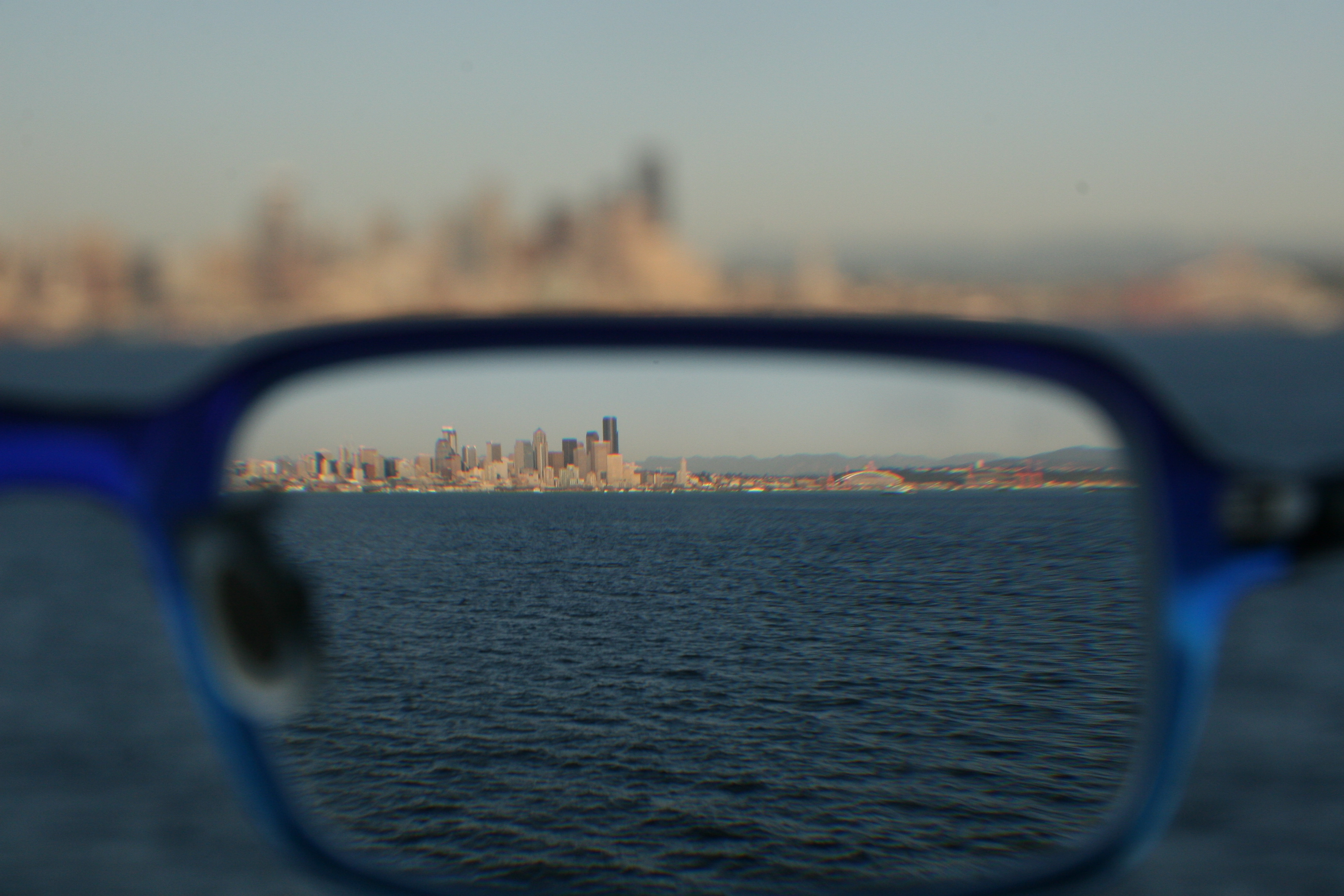
經由近视眼镜（凹透鏡）看見的西雅圖市影像。

理論上，當光線穿過光心（optical center），應該會出現偏差（deviation）。
除了球面透鏡，凸透鏡、凹透鏡、平凸透鏡、平凹透鏡、凸凹透鏡的弧面都是由拋物面組成的，加上由於透鏡通常是很薄的，在一定角度，光線穿過中心不會出現看得見的偏差（visible deviation）。
在製造透鏡的時候，弧面是經過設計的，在一定角度，光線穿過中心時，投射線與折射線會儘量變成平行。而由於透鏡通常是很薄的，令近乎平行的投射線與折射線像一條直線一樣。

## 实际应用
- 凹透鏡(concave lens)：近視眼鏡
- 凸透鏡(convex lens)：放大镜、幻灯机、鱼眼镜头、远视眼镜、老花眼鏡

另外，相机镜头、显微镜、光學望遠鏡等也会用到多组透镜。
- 中继透镜(relay lens): 通常有两组镜片，安装在镜筒中组成，镜片可以是普通球面透镜，也可以是非球面透镜。虽然名称叫做中继透镜，但它并不是透镜。两组镜片，至少有两个配对透镜或两个配对透镜组构成。

很多光学系统（比如望远镜）中需要转向系统，转向系统可分为棱镜式和透镜式。中继透镜就是一种透镜式转向系统，通常可以选择由两组双胶合球面透镜组成。

## 外部連結
- （繁體中文）國立虎尾科技大學-幾何光學講義
- （繁體中文）高瞻自然科學教學資源平台-笛卡兒公式、造鏡者公式 （页面存档备份，存于）